# Kling-Klang-Studio

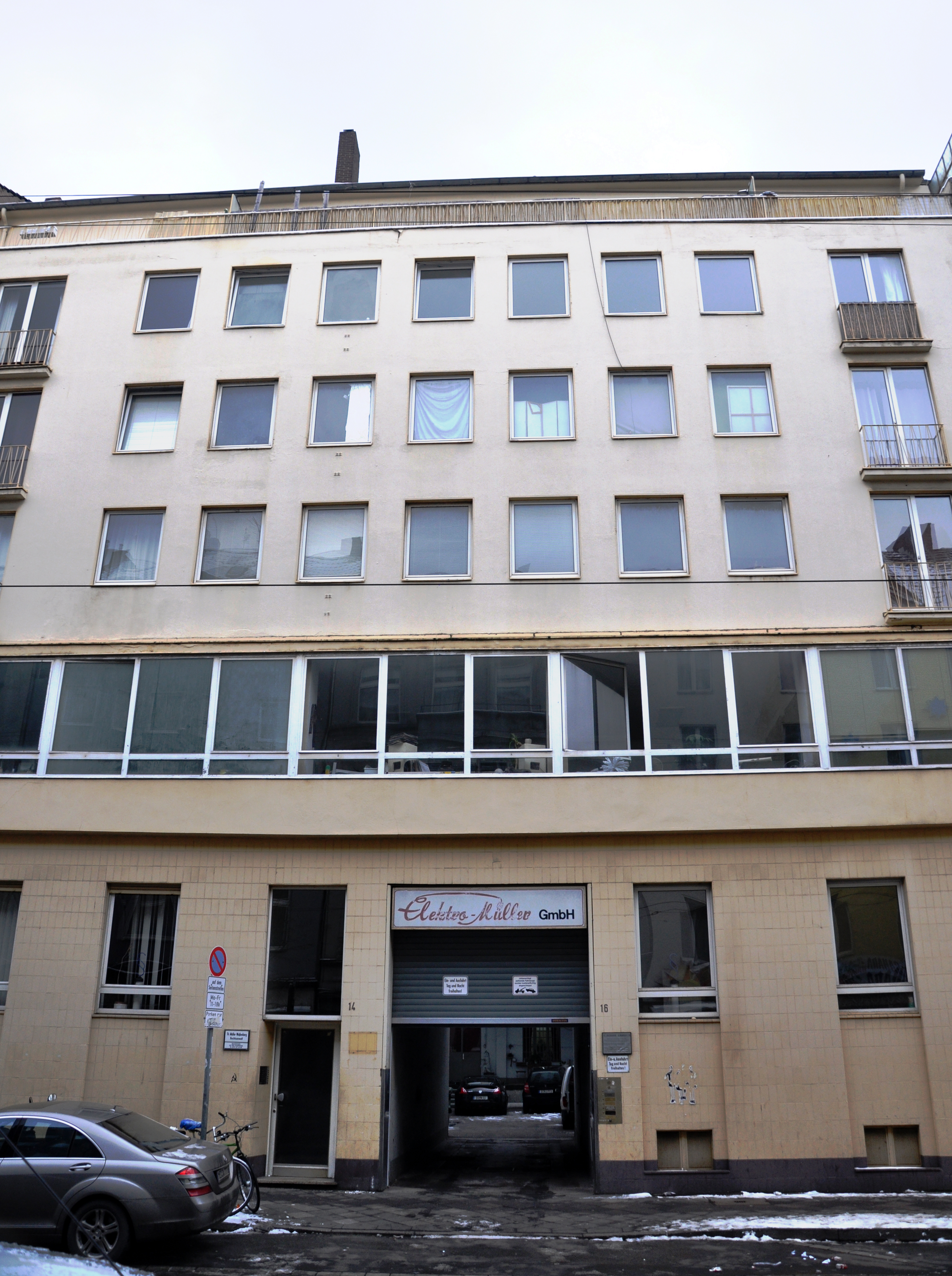
Das Kling-Klang-Studio in Düsseldorf befand sich im Hinterhof dieses Hauses.

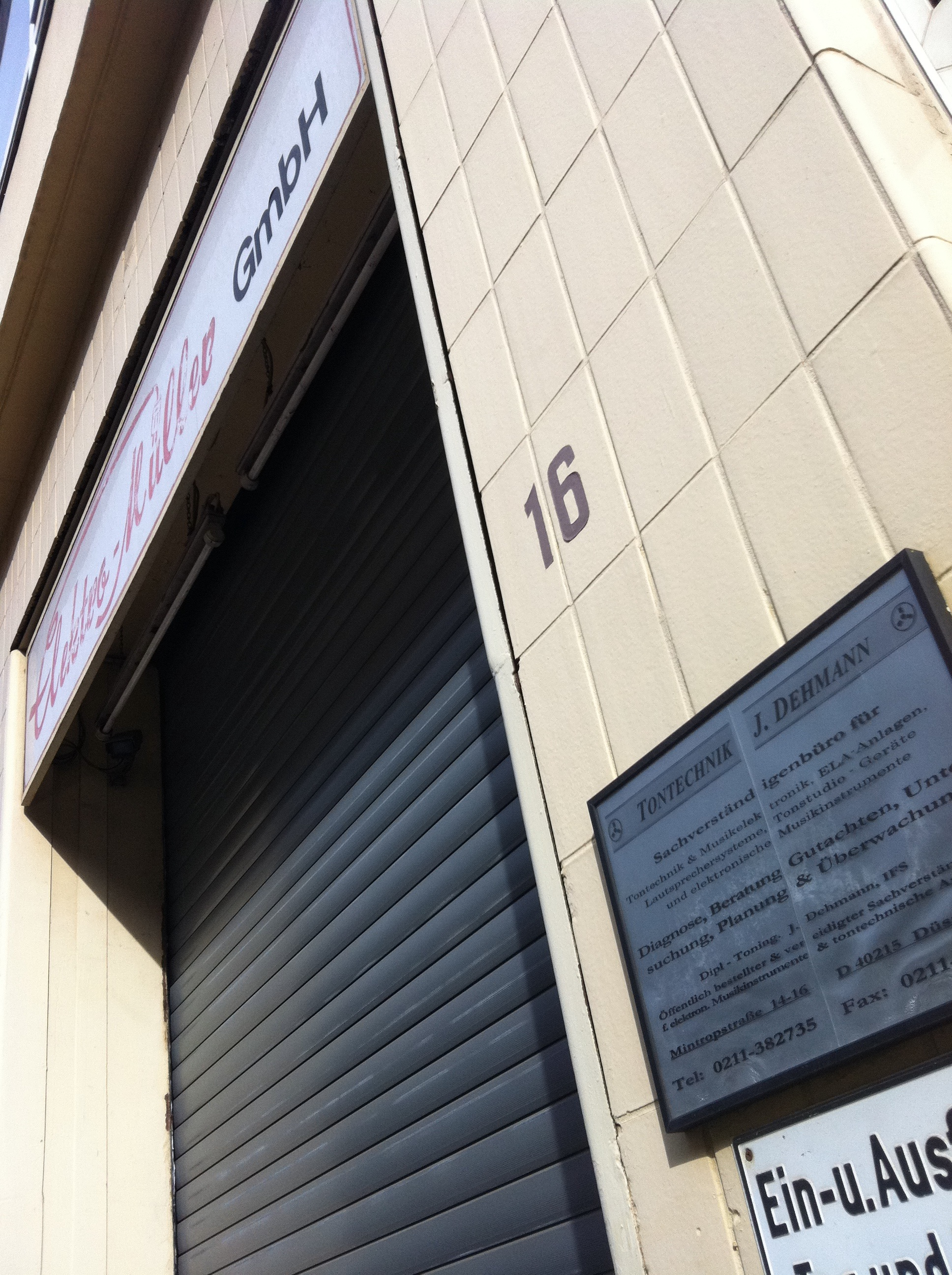
Eingang zum Kling-Klang-Studio aus der Nähe

Das Kling-Klang-Studio (auch Klingklang-Studio) ist das privat geführte Aufnahmestudio der Band  Kraftwerk. Der Name basiert auf dem ersten Titel des Albums Kraftwerk 2. Ursprünglich war es in der Mintropstraße 14–16 in Düsseldorf ansässig, wurde aber Mitte 2009 nach Meerbusch-Osterath verlegt, etwa 10 Kilometer westlich von Düsseldorf.

## Geschichte
Kling-Klang wurde 1970 ins Leben gerufen; die Band bezeichnet dies als den eigentlichen Beginn von Kraftwerk. Anfangs war das Studio nicht viel mehr als ein leerer Raum auf dem Grundstück einer ehemaligen Werkstatt im Düsseldorfer Stadtteil Friedrichstadt. Die Außenseite des Gebäudes war gelb gekachelt mit einem elektrisch verriegelten Zugang zum Innenhof. Rechts davon befand sich ein Elektroinstallateur im Obergeschoss. In das Studio selbst gelangte man durch einen kleinen Vorraum. Der Hauptstudioraum war mit Schalldämmung ausgestattet. Später wurden die angrenzenden Räume für die Entwicklung eigener Instrumente wie Oszillatoren verwendet. In den Kellerräumen verstaute man ältere Geräte. Die Band entledigte sich niemals ihrer Sachen und benutzte das alte Equipment regelmäßig, um bestimmte Klänge zu erzeugen.
Zu Beginn ihrer Studiotätigkeit nahm die Band ihre Musik mithilfe von Tonbandgeräten und Kassettenrekordern auf. Diese Masterbänder wurden anschließend in ein kommerzielles Aufnahmestudio gebracht, um ihnen den finalen Schliff zu verleihen. Teilweise tat man dies, um die Alben von Grund auf selbst produzieren zu können. Zu dieser Zeit war das genutzte  PA-Equipment selbstgebaut. Da Kraftwerk 1971 immer noch auf der Suche nach einem Schlagzeuger waren, erwarben sie schließlich eine preisgünstige Rhythmusmaschine. Unter Verwendung von Echo und Filterung wurde die Rhythmusmaschine für verschiedene Klangpassagen ihrer zweiten LP eingesetzt. Während der Entstehung ihres dritten Albums kauften sie ihre ersten Synthesizer, den Minimoog und den EMS Synthi AKS für das Studio. Das weitere Instrumentarium bestand in dieser Zeit unter anderem aus einem Echolette-Bandecho. Wolfgang Flür hatte sich bald daraufhin der Band angeschlossen und benutzte ein selbstgebautes elektronisches Rhythmusgerät. 1973 wurde das Studio „Kling-Klang“ getauft. Nachdem Karl Bartos zu Kraftwerk gestoßen war, wurde schließlich von allen vier Bandmitgliedern Studio-Equipment entworfen. Ein Vollzeit-Techniker wurde mit der Betreuung der Eigenkreationen und neuen Einkäufen betraut.
1976 begann Kraftwerk im Kling-Klang-Studio mit den Aufnahmen zu ihrem Album Trans Europa Express. Hütter und Schneider hatten das Bonner Synthesizerstudio Matten & Wiechers mit der Konstruktion zweier 16-Schritt-Sequenzer, dem „Synthanorma“, beauftragt. Der Sequenzer wurde fortan zur Steuerung des Minimoogs eingesetzt, um damit die Rhythmussequenzen des Albums zu erzeugen.
Mittlerweile waren die Bandmitglieder pro Tag etwa acht bis zehn Stunden im Studio tätig. Darauf bezugnehmend bezeichneten sie sich bald selbst als „Musikarbeiter“. Diese Zeit wurde unter anderem dazu genutzt, ein portables Studio zu kreieren, inklusive Bühnenkulisse, Vorhängen, Beleuchtung und einem Stereo-Beschallungssystem. Durch das tragbare Equipment war es ihnen möglich, während einer Tour den raschen Auf- und Abbau zu gewährleisten. Das neue System wurde zum Beispiel bei der Computerwelt-Tour eingesetzt und ersetzte das alte und umständliche. Die Konzeptionierung betrug etwa 3 Jahre.

## Studio-Verlegung
Im September 2007 berichtete die Neuss Grevenbroicher Zeitung, dass Ralf Hütter ein Privatgrundstück in Meerbusch-Osterath, etwa zehn Kilometer westlich von Düsseldorf erstanden hatte, mit der Absicht ein neues Tonstudio und Büroräume einzurichten. Auf diese Weise konnte Kraftwerk nun die Aufnahmen, das Merchandising und die Verwaltung von einem zentralen Ort aus koordinieren. Der Umzug war Mitte 2009 beendet. Das neue Kling-Klang-Studio besitzt neben den üblichen Aufnahmemöglichkeiten auch einen Proberaum für die Vorbereitung von Live-Performances.

## Kling-Klang als Musiklabel und Veröffentlichungsrechte
Ab 1975 veröffentlichte Kraftwerk seine Tonträger beim Plattenlabel Kling Klang Schallplatten. Die späteren und aktuellen Veröffentlichungen firmieren nun unter dem Namen Kling Klang Produkt, oder einfacher Klingklang. EMI, die Warner Music Group und deren Tochtergesellschaften kümmern sich weitgehend um Werbung und Distribution der Produkte Kraftwerks. Im Jahr 1999 unterschrieb die Band ein weltweit gültiges Verlagsabkommen mit Sony Music.

## Klingklang Konsum Produkt GmbH
Die Klingklang Konsum Produkt GmbH ist für den  Vertrieb der Merchandising-Artikel (T-Shirts usw.) von Kraftwerk zuständig.